# ショーナ・マクドナルド
ショーナ・マクドナルド(Shauna MacDonald, 1970年10月6日 - )はカナダ・ノヴァスコシア州アンティゴニシュ出身の女優・ラジオアナウンサー。

## 来歴
ノヴァスコシア州のアンティゴニシュで生まれる。
地元の高校を卒業後、モントリオールのマギル大学で学ぶ。
1997年に短編映画｢Someone to Love｣でデビューし、カナダの映画やTVシリーズに出演。
また2004年からコンティニュイティーアナウンサーとしてもCBC Radio Oneで活躍し、2007年までコンティニュイティーアナウンサーを務めた。

## フィルモグラフィー
| 製作年 | 邦題 原題                                               | 役名                                 | 備考       |
| ------ | ------------------------------------------------------- | ------------------------------------ | ---------- |
| 2002   | アンダーカバー・ブラザー Undercover Brother             | ウェンディー・マーシャル(TVアンカー) |            |
| 2002   | 狼とアーロン少年 Time of the Wolf                       | アンナ・マッケンジー                 |            |
| 2004   | リトル・ランナー Saint Ralph                            | エマ・ウォーカー                     |            |
| 2007   | 悪魔の毒々バーガー ~添加物100%~ The Mad                 | モニカ・テッパー                     |            |
| 2009   | ソウ6 Saw VI                                            | タラ                                 |            |
| 2010   | ハリエットはティーン・スパイ Harriet the Spy: Blog Wars | ヴァイオレッタ                       | テレビ映画 |
| 2010   | ソウ ザ・ファイナル 3D Saw 3D                           | タラ                                 |            |
| 2017   | ポラロイド Polaroid                                     |                                      |            |